# Operclipygus validus
Operclipygus validus  (лат.) — вид мелких жуков-карапузиков из семейства Histeridae (Histerinae, Exosternini). Южная Америка: Перу, Эквадор. Длина 1,53—1,62 мм, ширина 1,28—1,30 мм. Лоб с фронтальными бородками. Пронотальный диск с фрагментами латеральных субмаргинальных бороздок, обычно присутствующих в районе его передних углов. Цвет красновато-коричневый. Вид был впервые описан в 2013 году энтомологами Майклом Катерино (Michael S. Caterino) и Алексеем Тищечкиным (Santa Barbara Museum of Natural History, Санта-Барбара, США). Вид O. validus был отнесён к группе видов Operclipygus dubius, близок к видам Operclipygus intermissus и Operclipygus variabilis, отличаясь особенностями внешнего строения.